# Anton Köllisch
Anton Köllisch (né Georg Anton Köllisch le 16 mars 1888 et mort vers septembre 1916) est un chimiste badois connu pour avoir synthétisé pour la première fois en 1912 de la méthylènedioxy-méthamphétamine ou MDMA, communément appelée ectasy. Il travaillait à cette époque avec l'entreprise pharmaceutique Merck.
Son but n’était pas de créer une drogue de synthèse mais une substance qui, en ce temps de guerre, servirait à ralentir le saignement d'une plaie par coagulation, de servir de coupe-faim pour les soldats.
Anton Köllisch fut engagé dans l'armée allemande au début de la Première Guerre mondiale et décéda au combat. Il n'a donc jamais su que la MDMA allait servir de substance psycho-active majeure (notamment dans le milieu techno) pendant des décennies.